# Peni Ravai
Peni Ravai (ur. 16 czerwca 1990 w Nadroga) – fidżyjski rugbysta grający w pierwszej linii młyna, reprezentant kraju zarówno w wersji piętnasto-, jak i siedmioosobowej.
W młodości występował na pozycji środkowego ataku, następnie przeszedł do pierwszej linii młyna. W lokalnych rozgrywkach na Fidżi związany był z klubem z Nadroga. W 2014 roku występował także w australijskich rozgrywkach National Rugby Championship w zespole Greater Sydney Rams.
Pod koniec 2011 roku znalazł się w orbicie zainteresowania selekcjonerów reprezentacji kraju w rugby 7. Po udziale w zgrupowaniach i turniejach towarzyskich, zadebiutował w niej w turnieju USA Sevens 2013, gdy kontuzji doznał Josua Tuisova.
W październiku 2013 roku po raz pierwszy został powołany do kadry rugby piętnastoosobowego na tournée po Europie, w składzie znalazł się również rok później. Debiut zaliczył w meczu z Rumunią, zagrał następnie również przeciw Barbarians.
Z zespołem Fiji Warriors występował w Pacific Rugby Cup.